# Opsodoras
Opsodoras  es un género de peces actinopeterigios de agua dulce, distribuidos por ríos y aguas de América del Sur.

## Especies
Las especies de este género son:
- Opsodoras boulengeri (Steindachner, 1915)
- Opsodoras morei (Steindachner, 1881)
- Opsodoras stuebelii (Steindachner, 1882)